# Gabriele Baldini
Gabriele Baldini (* 29. August 1919 in Rom; † 18. Juni 1969 ebenda) war ein italienischer Literaturwissenschaftler und Professor für englische Literatur sowie Leiter des Italienischen Kulturinstituts in London. In einigen Filmen, unter anderen bei den Regisseuren Renato Castellani und Pier Paolo Pasolini in den 1960er Jahren trat er auch als Schauspieler in kleineren Nebenrollen in Erscheinung. Er war der zweite Ehemann von Natalia Ginzburg Levi, die er 1950 heiratete. Baldini starb im Juni 1969 an den Folgen einer Virushepatitis im Ospedale San Giacomo in Rom.

## Filmografie (Auswahl)
- 1921: La rosa
- 1946: Mio figlio professore
- 1961: Accattone – Wer nie sein Brot mit Tränen aß (Accattone)
- 1966: Große Vögel, kleine Vögel (Uccellacci e uccellini)